# Heteroatom

Chlormethan (links) enthält das Heteroatom Chlor. Die Grignard-Verbindung Methylmagnesiumchlorid enthält die Heteroatome Magnesium und Chlor. Mit dem Buchstaben δ ist die Polarität angegeben.

Heteroatome (von griechisch heteros, „das andere (von zweien)“) sind in organisch-chemischen Verbindungen solche Atome, die kein Kohlenstoff oder Wasserstoff sind. Es sind oft, aber nicht ausschließlich, Stickstoff-, Sauerstoff-, Schwefel- oder Phosphoratome, die Bestandteil einer organischen Verbindung (wie etwa cyclischen Verbindungen – Heterocyclen) sind. Wegen der Elektronegativitätsdifferenz zwischen Heteroatomen und Kohlenstoff oder Wasserstoff sind die Bindungen zwischen diesen Atomen meist polar.

## Andere Begriffsverwendungen
Der Begriff kann auch mit sehr spezifischen Bedeutungen in anderen Kontexten verwendet werden. 

### Proteine
Bei der Beschreibung der Proteinstruktur, insbesondere im Dateiformat der Protein Data Bank, beschreibt ein Heteroatom-Datensatz (HETATM) ein Atom als zu einem kleinen Molekül-Cofaktor gehörig und nicht als Teil einer Biopolymerkette.

### Zeolithe
Im Zusammenhang mit Zeolithen bezieht sich der Begriff Heteroatom auf die teilweise isomorphe Substitution der typischen Gerüstatome (Silicium, Aluminium und Phosphor) durch andere Elemente wie Beryllium, Vanadium und Chrom. Ziel ist in der Regel die Einstellung von Eigenschaften des Materials (z. B. Lewis-Säure), um das Material für eine bestimmte Anwendung (z. B. Katalyse) zu optimieren.

## Beispiele für Heteroatome in organischen Verbindungen
- Sauerstoff in Alkoholen, Aminosäuren, Aldehyden, Acetalen, Ketonen, Carbonsäuren, Estern, Ethern, Säureamiden, Peptiden, Urethanen, Furan, Dioxan
- Stickstoff in Alkaloiden, Aminen, Säureamiden, Aminosäuren, Iminen, Isocyaniden, Nitrilen, Nitroverbindungen, Urethanen, Pyridin, Pyrrolidin
- Schwefel in Thiolen, Cystein, Disulfiden, Sulfiden, Sulfoxiden, Sulfonen, Sulfonsäuren, Sulfonamiden, Thiophen
- Phosphor in Phosphanen, Phosphorsäureestern
- Selen in Selenolen, Seleniden, Diseleniden, Selenophen
- Tellur in Telluriden
- Fluor in Teflon
- Chlor in Chloroform, Carbonsäurechloriden
- Brom in Brombenzol
- Iod in Iodalkanen
- Magnesium in Grignard-Verbindungen
- Lithium in Organolithium-Verbindungen, z. B. n-Butyllithium